# 竹田市立竹田小学校
竹田市立竹田小学校（たけたしりつ たけたしょうがっこう）は、大分県竹田市大字会々にある市立小学校。ここでは旧竹田市立竹田小学校についても述べる。

## 概要
1873年より130年以上続いている小学校である。
卒業生には作曲家の瀧廉太郎や彫刻家の朝倉文夫らがいるが、児童数の減少に伴い、2009年に竹田市立明治小学校と統合した。

## 沿革
全て月日が付属しない年表示は年度である。

### 統合前
- 1873年3月 - 学制により直入小学校が設けられる（男：下木西光寺、女：慶順川心学舎）。
- 1874年 - 男子部が現在の小学校校地に移り、女子部が田町旧銀札場跡に移り、それぞれ竹田小学校、女子部を竹田女学校と改称。
- 1887年 - 学制改革により男子部・女子部を統合し、竹田尋常小学校が成立。校舎は代官町。
- 1892年9月27日 - 校舎を新築落成。その後、この日を開校記念日と定める。
- 1908年 - 小学校令改正により、尋常科が6年となる。同時に高等科を併設。尋常小学校跡に女子部を置き、高等小学校跡に男子部を置く。
- 1912年 - 正覚寺経営の私立竹田幼稚園が町立移管され、同校の附設とされる。
- 1915年 - 東校舎（女子校舎）を新築。
- 1917年 - 同校に竹田商業補習学校を附設。授業は夜間、竹田幼稚園内にて行われる。
- 1924年4月19日 - 裁縫教室を取り壊し私立女学校（現営林署）に移す。
- 1926年4月15日 - 本館及び、西校舎を新築（男子校舎）。
- 1927年12月26日 - 講堂落成式。
- 1931年4月1日 - 竹田商工学校誕生。高等科に附設。
- 1941年4月1日 - 国民学校令により竹田尋常高等小学校を竹田国民学校と改称。
- 1945年5月24日 - 竹田中学校と共に陸軍病院として使用される。
- 1947年
  - 4月1日 - 学制改革により竹田町立竹田小学校となる。
  - 12月3日 - 放送施設を利用し、放送教育を始める。
  - 12月5日 - 学校給食始まる。
- 1948年9月15日 - 保護者会を解消し竹田小学校PTA発足。
- 1954年4月1日 - 竹田市立竹田小学校となる。
- 1957年
  - 3月24日 - 学校林を設定 大字片ヶ瀬。
  - 8月28日 - プール竣工式。
- 1961年4月8日 - 鉄筋3階建第2期工事落成（教室：12室、特別室：10室）。
- 1962年4月9日 - 特殊学級開設。
- 1969年、理科施設完成。
- 1978年
  - 1月30日 - 県学校図書館コンクール読書指導優秀校として表彰。
  - 11月19日 - 体育館竣工式。
- 1979年1月30日 - 学校図書館優秀校として文部大臣賞受賞。
- 1993年9月3日 - 台風13号により竹田地方大水害。運動場欠壊。
- 1995年2月11日 - 開校百二十周年記念式典挙行。
- 2009年3月31日 - 竹田小学校閉校。

### 統合後
- 2009年4月1日 - 竹田市立明治小学校と対等合併し、新しく竹田市立竹田小学校として開校。
- 2013年4月1日 - 竹田市立岡本小学校と統合。
- 2020年4月1日 - 竹田市立宮城台小学校と統合。
- 2025年4月1日 - 竹田市立菅生小学校と統合。

## 通学区域
大字竹田町、大字竹田、大字片ヶ瀬、大字三宅、大字中、大字挾田、大字枝（石原を除く）、大字会々（城北町・川向・七里）、大字植木、大字平田（横舞・辻を除く）、大字市用、大字下志土知、大字川床、大字志土知、大字炭竈、大字上坂田、大字古園、大字刈小野、大字上畑、大字久保、大字高伏（下森屋）